# Stanisław Mlącki
Stanisław Mlącki (ur. 13 listopada 1922 w Rudzienku, zm. 6 września 1985) – polski rolnik, poseł na Sejm PRL IV kadencji.

## Życiorys
Uzyskał wykształcenie podstawowe, prowadził własne gospodarstwo rolne. Został członkiem Zjednoczonego Stronnictwa Ludowego, był radnym gromadzkiej rady narodowej. W 1965 uzyskał mandat posła na Sejm PRL z okręgu Siedlce, w trakcie kadencji zasiadał w Komisji Budownictwa i Gospodarki Komunalnej. W 1970 został prezesem zarządu ochotniczej straży pożarnej w Rudzienku.
Odznaczony Brązowym i Srebrnym Krzyżem Zasługi oraz Medalem „Za Zasługi dla Pożarnictwa”.
Pochowany na cmentarzu parafialnym w Kołbieli.